# جون كاري (سياسي كندي)
جون كاري هو سياسي كندي، ولد في 19 فبراير 1946 في أيليسفورد في كندا. حزبياً، نشط في جمعية المحافظين التقدمية لنوفا سكوشا.